# Красный штат
«Красный штат» (англ. Red State) — американский триллер режиссёра Кевина Смита. Премьера в России состоялась 20 октября 2011 года. В США фильм не имел широкого проката, с 1 сентября он доступен на Video on Demand, а 18 октября состоялся релиз фильма на DVD.

## Сюжет
Трое друзей Трэвис, Джаред и Билли Рэй знакомятся в интернете с женщиной по имени Сара, которая приглашает их к себе заняться групповым сексом. По дороге на место друзья случайно задевают припаркованный на обочине автомобиль шерифа Уинена. Шериф приезжает в участок и даёт своему подчинённому задание ехать искать этих хулиганов. Тем временем Сара угощает парней своим пивом, от которого они теряют сознание. Когда Джаред приходит в себя, то обнаруживает, что он заперт внутри клетки в церкви. Идёт проповедь, которую ведёт фанатичный пастор Эбин Купер. Он призывает казнить «грешников». Последователи пастора убивают привязанного к кресту пойманного заранее гомосексуалиста, а затем к кресту привязывают и самого Джареда. Трэвис и Билли Рэй тем временем ожидают своей участи в подвале.
Помощник шерифа находит подходящий под описание автомобиль рядом с церковью. Пастор не пускает полицейского на территорию церкви, но сообщает, что машина принадлежит его внучкам и завтра он сам лично договорится с тем человеком, автомобиль которого они помяли. В это время Трэвису и Билли Рэю удаётся освободиться. Билли Рэй обнаруживает комнату с оружием и берёт в руки автомат. Его преследует один из членов церкви, и оба они убивают друг друга. Помощник шерифа слышит эти выстрелы и успевает вызвать подкрепление, прежде чем убивают и его. Шериф вызывает в качестве подмоги агентов АТФ, поскольку есть информация, что у церковников может быть много незаконного оружия. Трэвису удаётся покинуть здание. С автоматом на перевес он бежит в сторону церковных ворот. На той стороне уже стоят агенты АТФ. Шериф принимает бегущего с автоматом человека за сектанта и убивает его. На полицию обрушивается град пуль со стороны церкви. Сторонники пастора не собираются сдаваться.
Девушка по имени Шайенн незаметно покидает церковь. Она хочет сообщить обо всём полиции. В это время агенты АТФ получают приказ от высшего командования не оставлять свидетелей и полностью зачистить всех внутри церкви как террористов. Шайенн при помощи Сары удаётся вернуться назад в церковь. Шайенн снимает с креста Джареда и просит, чтобы хотя бы он помог ей спастись и спасти детей, поскольку остальные члены церкви наоборот рады погибнуть за благое дело в бою с «содомитами». Всё это время продолжается бой между сектантами и силами правопорядка, которые принимают решение идти на штурм. Попутно агенты убивают всех на своём пути, в том числе безоружных. Однако внезапно очень громко начинает звучать некий трубный звук. Сектанты воспринимают этот звук как знамение и бросают оружие. Они выходят к силам правопорядка в ожидании, что сейчас произойдёт их вознесение на небо.
Некоторое время спустя проходит правительственный брифинг, на котором агент Джозеф Кинен, руководивший на месте операцией сил АТФ, получает повышение. Хотя начальство и несколько недовольно тем, что он не выполнил приказ перестрелять всех сектантов, а вместо этого арестовал оставшихся. Трубный звук оказался шуткой студентов-экологов, участок земли которых был неподалёку от церкви. У пастора и студентов был конфликт, и они периодически подшучивали друг над другом. В этот раз студенты решили разыграть адептов церкви старой пожарной сиреной, изобразив на ней звук трубы. При этом студенты не знали, что полиция в этот момент проводит в церкви спецоперацию.

## В ролях
- Анна Ганн — мама Трэвиса
- Майкл Паркс — пастор Эбин Купер
- Джон Гудмен — агент Джозеф Кинен
- Мелисса Лео — Сара
- Ральф Гармен — Калеб
- Кэйли Дефер — Дана
- Керри Бише — Шайенн
- Майкл Ангарано — Трэвис
- Кайл Галлнер — Джаред
- Николас Браун — Билли Рэй
- Стивен Рут — шериф Уинен
- Джеймс Паркс — Мордехай
- Кевин Поллак — Брукс
- Хейли Рэмм — Мэгги
- Алекса Николас — Джесси
- Бетти Эберлин — Эбигейл
- Мэтт Ли Джонс — помощник шерифа

## История создания
Кевин Смит объявил на съезде Wizard World Chicago 2006, что его следующим проектом будет фильм в жанре ужасов. В апреле 2007 стало известно название фильма — «Красный штат» (в США «красными» называют консервативные штаты, голосующие за республиканцев). Смит рассказал, что прототипом главного героя стал американский пастор Фред Фелпс. Черновой вариант сценария был закончен в августе 2007.
Смит снимал и параллельно монтировал фильм и поэтому 30 октября 2010 смог показать его актерам и съемочной группе на вечеринке, посвященной окончанию съемок. Фильм идет 82 минуты, с титрами — 88 минут. Смит привёз «Красный штат» на кинофестиваль «Сандэнс» в конце января 2011 года.
В ноябре и декабре 2010 были выпущены тизер-постеры персонажей фильма. 23 декабря 2010 вышел тизер.
Смит не смог найти прокатчика для своего фильма и поэтому после показа картины на «Сандэнсе» объявил публике, что сам планирует выпустить фильм. 5 марта 2011 начался тур по Северной Америке, а 19 октября «Красный штат» был выпущен компанией Смита Smodcast Pictures.

## Критика
Я просто торчу от этого фильма! Оригинальный текст (англ.)I fucking love this movie!Квентин Тарантино
Фильм получил смешанные отзывы кинокритиков. На Rotten Tomatoes 62 % рецензий являются положительными, средний рейтинг составляет 5,9 из 10.
- Фильм получил два приза на Каталонском кинофестивале — за лучший фильм (Кевин Смит) и за лучшую мужскую роль (Майкл Паркс)[13].
- Фильм вошёл в десятку лучших за 2011 год по мнению Квентина Тарантино.